# CONAN
『CONAN』（コナン）は、1932年からロバート・E・ハワードにより著されたファンタジー小説『英雄コナン』シリーズを原作にしたPlayStation 3・Xbox 360用コンピュータゲーム。日本国内では2007年12月6日発売。
ストーリーは原作に基づいた世界観に『ギアーズ・オブ・ウォー』の作者によって書き下ろされた完全新作。かつてFM-7で1986年にゲーム化、発売されたことがあるが、本作は完全新作である。
日本では後方互換のあるXbox Oneで遊ぶ場合であってもタイトル名が強制的に「CONAN J」になり、実績やタイトルも北米版と完全に別物になる数少ない作品の一つである。

## 概要
数々の富を得たコナンは、さらなる富を求め、この世を我がものに出来ると言われる秘宝を手にする。その秘宝は邪悪な魔術で世界を手中にしようとしたグレイヴンを封印した石牢だった。封印を解いてしまったコナンは、呪いを受け邪悪な力を体内に取り込んでしまう。プレイヤーは邪悪な力を手に入れたコナンを操作し、迫り来る敵を剣や斧、マップ上にあるさまざまなオブジェクトを武器として戦いながらステージを進める。
なお、北米版やアジア版では出血や四肢切断、内臓が飛び出すなど、かなり残酷な描写が目立つが、日本語版ではそのような描写は全て規制されている。また、劇中でコナンが救出する囚われの美女たちは、海外版ではトップレスであるが、日本版ではブラジャーを着用している。